# Rizotomía
La rizotomía (del gr. ῥίζα, rhiza «raíz» y τομία, tomía «cortar») es una intervención quirúrgica que consiste en la sección de un nervio espinal. La rizotomía de la raíz dorsal (raíz sensitiva) fue usada por Foerster en 1908 para el tratamiento de la espasticidad; sin embargo, a pesar de la resolución del problema eran muchos los efectos secundarios de la misma. Debido a lo anterior se desarrolló la rizotomía dorsal selectiva, la cual a diferencia de la anterior secciona de manera selectiva las raíces nerviosas con el fin de evitar los efectos secundarios.